# Бедарский, Михаил Владимирович
Михаил Владимирович Бедарский (18 ноября 1930—20 октября 2009) — заслуженный тренер РСФСР, мастер спорта СССР по боксу (1957).

## Биография
Родился 18 ноября 1930 года.
На протяжении тренерской карьеры работал с такими спортсменами, как А. Калинкин, Николай Федоров, А. Курбатов, О. Калистратов, В. Тарасенков. Михаил Бедарский также проводил работу со сборными командами Москвы и ЦС ВДСО «Трудовые резервы». Николай Павлович Федоров мастер спорта СССР и неоднократный чемпион Москвы, называет себя воспитанником тренера Михаила Бедарского. По словам еще одного ученика Михаила Владимировича Бедарского — Бабана Давыдовича Надырова, после того, как он перешел заниматься к этому тренеру — у него появились первые серьезные результаты и достижения: спортсмен дважды становился чемпионом страны. Также, по мнению своего ученика, Михаил Бедарский был хорошим тренером, но из тех людей, которые не могут проталкивать своих учеников и не любят требовать или просить что-то у других людей.
Михаил Владимирович Бедарский был работником спортивного фонда «Торпедо».
Михаилу Владимировичу Бедарскому было присвоено звание заслуженного работника физической культуры России.
Умер 20 октября 2009 года, похоронен на Щербинском кладбище.

## Награды и звания
- Заслуженный тренер РСФСР[2][3]